# Desider Kovačič
Desider Kovačič, též Dezider Kovačič (30. ledna 1875 – ???), byl slovenský a československý politik a meziválečný poslanec Národního shromáždění za Československou sociálně demokratickou stranu dělnickou.

## Biografie
Podle údajů k roku 1920 byl profesí mistrem krejčovským v Novém Mestě nad Váhom.
V parlamentních volbách v roce 1920 získal za Československou sociálně demokratickou stranu dělnickou mandát v Národním shromáždění. Na poslanecký post rezignoval roku 1922 a místo něj nastoupil Róbert Farbula. Na základě jeho interpelace bylo v Novém Mestě nad Váhom započato s výstavbou gymnázia.